# منشأة همام
قرية منشأة همام هي إحدى القرى التابعة لمركز البداري في محافظة أسيوط في جمهورية مصر العربية. حسب إحصاءات سنة 2006، بلغ إجمالي السكان في منشأة همام 6076 نسمة، منهم 2976 رجل و3100 امرأة.